# セーヴル
セーヴル (Sèvres) は、フランスのコミューン。イル＝ド＝フランス地域圏オー＝ド＝セーヌ県に属する。

## 概要
パリの西部近郊に位置し、セーヌ川に面する。町にはトラムが走りラ・デファンスやパリ市南部へ、またバスやセーヌ対岸のブローニュ＝ビヤンクールからメトロに乗れば直接パリ市内中央へのアクセスも近いほか、パリからヴェルサイユへ向かう方面の途中に位置し、その方向の郊外電車の駅もある。閑静な住宅街であり、中産階級のベッドタウンとして人気があることから、地価も比較的高い。主要な産業として磁器・セーヴル焼の生産があり、国立陶芸美術館がある。
セーヴルにはメートル条約に基づき、基準となる「国際キログラム原器」や「国際メートル原器」が保管され、協定世界時の計測を行なう国際度量衡局も所在する。また、第一次世界大戦後の1920年8月10日に連合国とオスマン帝国の間で講和条約が締結された地でもある（セーヴル条約）。

## ギャラリー

セーヴルの位置
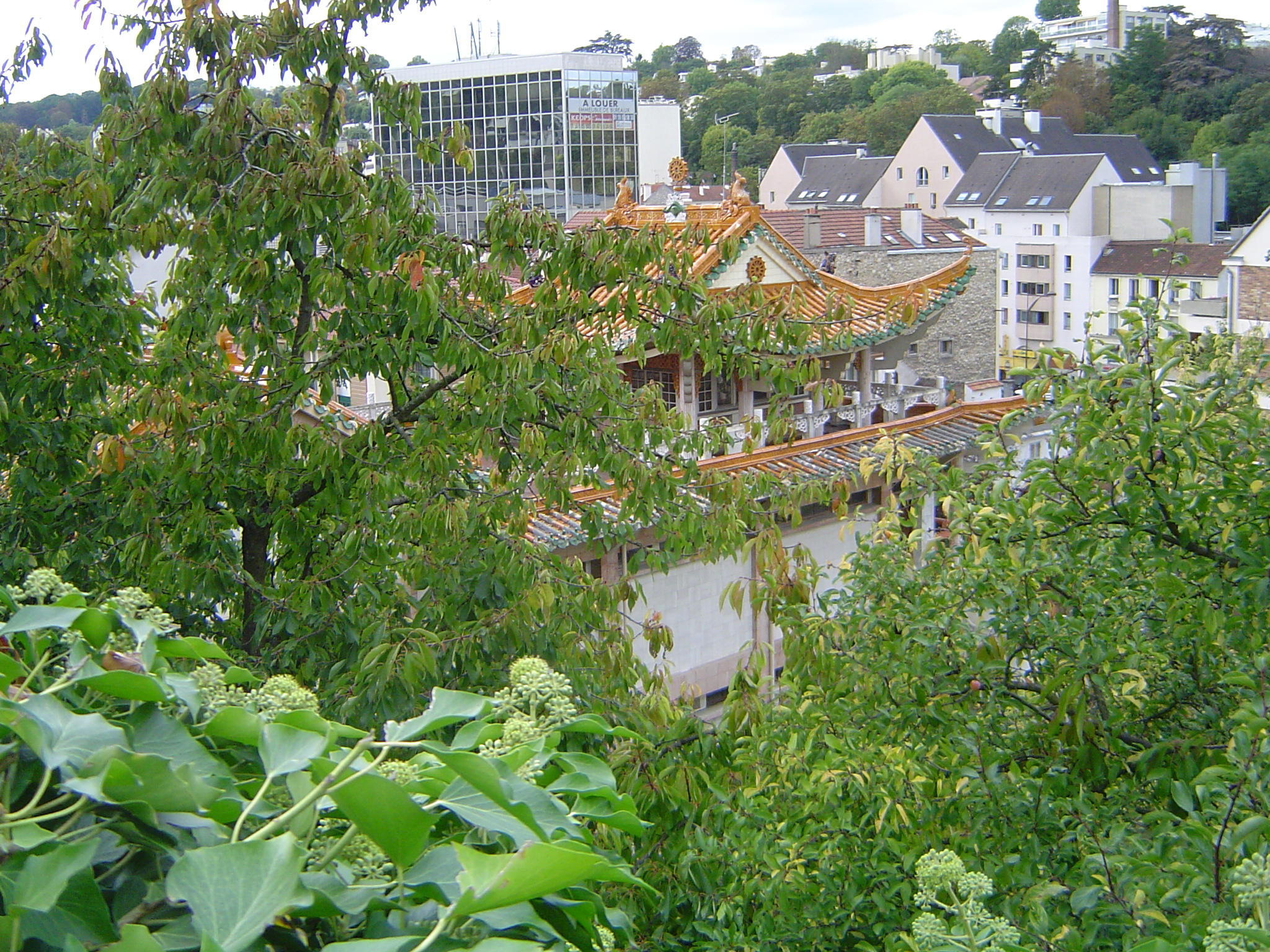
セーヴルにある"パゴダ"
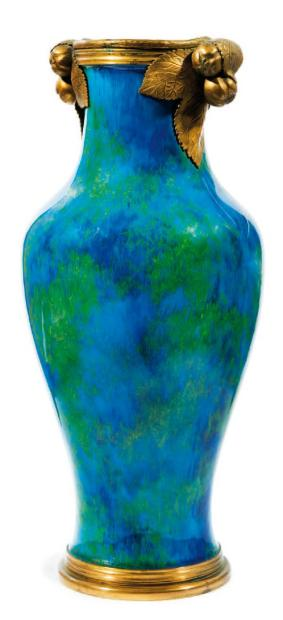
手すり子型のセーヴル焼の花瓶

## 姉妹都市
- ヴォルフェンビュッテル、ドイツ
- マウント・プロスペクト、アメリカ合衆国

## 関係者
出身者
- コンスタン・トロワイヨン - 画家
- アルフレッド・リオクリュー - 博物画家、植物画家
- ピエール・リブレ - 建築家
- レオン・ブリルアン - 物理学者
- イシアル・ディア - セネガル系のサッカー選手

居住死去その他ゆかりある人物
- レオン・ガンベタ - 政治家、第三共和政生みの親。1882年にジャルディ邸 (Maison des Jardies) で死去
- トマス・ムーア - アイルランドの詩人。1820-1822年の間、セーヴルに居住。
- オノレ・ド・バルザック -  作家。 1838 - 1840年の間、ジャルディ邸 (Maison des Jardies) に居住。
- アンリ＝ピエール・ロシェ - 画商。パリ6区生まれ。セーヴルで死去
- カミーユ・ロウ（フランス語版） - モデル、女優。父はフランス人、母は米国人。パリに居住しセーヴルの幼稚園からリセに置かれたバイリンガル課程 (Sections internationales de Sèvres) に通っていた[1]。